# Dacnis berlepschi
Dacnis berlepschi là một loài chim trong họ Thraupidae.